# Rustam Saidov
Rustam Saidov est un boxeur ouzbek né le 6 février 1978 à Tachkent.

## Carrière
Médaillé de bronze aux Jeux olympiques de Sydney en 2000 dans la catégorie super-lourds, sa carrière amateur est également marquée par deux médailles d'or aux Jeux asiatiques de Busan en 2002 et de Doha en 2006 ainsi que par une médaille d'or aux championnats d'Asie à Oulan-Bator en 2007 et une d'argent à Hô-Chi-Minh-Ville en 2005.

## Référence
1. ↑  (en) Résultats des Jeux olympiques 2000 (amateur-boxing.strefa.pl)